# Ophthalmotilapia
Ophthalmotilapia is een geslacht van straalvinnige vissen uit de familie van de cichliden (Cichlidae).

## Soorten
- Ophthalmotilapia boops (Boulenger, 1901)
- Ophthalmotilapia heterodonta (Poll & Matthes, 1962)
- Ophthalmotilapia nasuta (Poll & Matthes, 1962)
- Ophthalmotilapia ventralis (Boulenger, 1898)